# Пацельт, Збигнев
Збигнев Пацельт (пол. Zbigniew Pacelt; 26 августа 1951, Островец-Свентокшиский, Свентокшиское воеводство — 4 октября 2021, Варшава) — польский пловец и пятиборец, участник трёх Олимпийских игр, тренер, спортивный функционер, политик, посол на Сейм V, VI и VII каденций, в 2007—2008 годах государственный секретарь (заместитель министра) в министерстве спорта и туризма.

## Биография
Сын Яна и Зофьи. Аттестат зрелости получил в XXXIX общеобразовательном лицее им. Народных ВВС Польши в Варшаве (1970). В 1975 году получил диплом магистра физического воспитания в Академии Физической Культуры в Варшаве.
Спортивную карьеру начинал в плавательной секции клуба KSZO (Островец-Свентокшиский). В 1970—1972 годах выступал за AZS (Варшава), затем, в 1972—1980, за Лётчик (Варшава) и CWKS Легия (Варшава). Чемпион Польши по плаванию (200 м смешанным стилем: 1967, 1968, 1970, 1971, 1972; 400 м смешанным стилем: 1971), двенадцатикратный рекордист Польши в 25-метровом бассейне и 18-кратный в 50-метровом бассейне. В качестве пловца принимал участие в чемпионате Европы 1970 года и на летних Олимпийских играх 1968 (33-е место в 200 м вольным стилем, 23-е место в 200 м смешанным стилем и 25-е место на 400 м смешанным стилем) и 1972 (36-е место на 100 м вольным стилем, 33-е место на 200 м вольным стилем, 26-е место на 200 м смешанным стилем и 25-е место на 400 м смешанным стилем) годов. Как спортсмен по современному пятиборью завоевал серебряные медали чемпионата Польши, дважды командное первенство на чемпионатах мира (1977 и 1978), а также принял участие в Олимпийских играх в Монреале 1976 года (19 место в индивидуальном конкурсе и 4 место в команде).
После окончания спортивной карьеры работал тренером и спортивным функционером. В 1980—1988 годах был тренером варшавской Легии, а затем сборной Польши по современному пятиборью, в том числе во время Летних Олимпийских игр 1992 года в Барселоне, на которых его подопечные взяли два золота — командное первенство и индивидуально Аркадиуш Скшипашек). В 1992 получил приз «Тренер года» от журнала «Przegląd Sportowy».
В 1994 году стал главой Департамента соревновательного спорта в Управлении физической культуры и туризма, оставаясь на этой должности до 2000 года. В 2001—2002 годах был вице-председателем Управления физической культуры и спорта, с 2002 по 2005 вице-президент Польской спортивной конфедерации. Многолетний президент Польской федерации современного пятиборья, член правления Олимпийского комитета Польши, член Комиссии по борьбе с допингом в спорте, член главного правления Академического спортивного союза. В 1996—2004 заместитель главы миссии, глава миссии и заместитель главы делегации на Олимпийских играх. В 2006 году глава делегации на зимних Олимпийских играх в Турине.
На выборах в Сейм 2005 года избран послом на Сейм от келецкого избирательного округа № 33 по списку Гражданской платформы, в октябре того же года стал членом этой партии. На досрочных выборах 2007 года во второй раз получил мандат посла. С 26 октября 2007 по 21 ноября 2008 занимал пост государственного секретаря (заместителя министра) в Министерстве спорта и туризма. На выборах 2011 года был переизбран. Неудачно баллотировался на дополнительных выборах в Сенат VIII каденции 7 сентября 2014 года. В 2015 году стал членом почётного комитета поддержки Бронислава Коморовского перед президентскими выборами 2015 года. В том же году решил не баллотироваться на переизбрание в Сейм.
Автор книги воспоминаний Moje olimpiady czyli Szczęśliwa «13» (Estrella, Варшава 2011).
Похоронен на Воинском кладбище на Повонзках.

## Награды и звания
Награждён золотой медалью «За выдающиеся спортивные достижения» (дважды), Золотым Крестом заслуг и Офицерским крестом ордена Возрождения Польши (1996). Почётный гражданин города Островец-Свентокшиский (2009). В 2017 году награждён медалью «Kalos Kagathos».